# Bethlehemkapelle (Hannover)

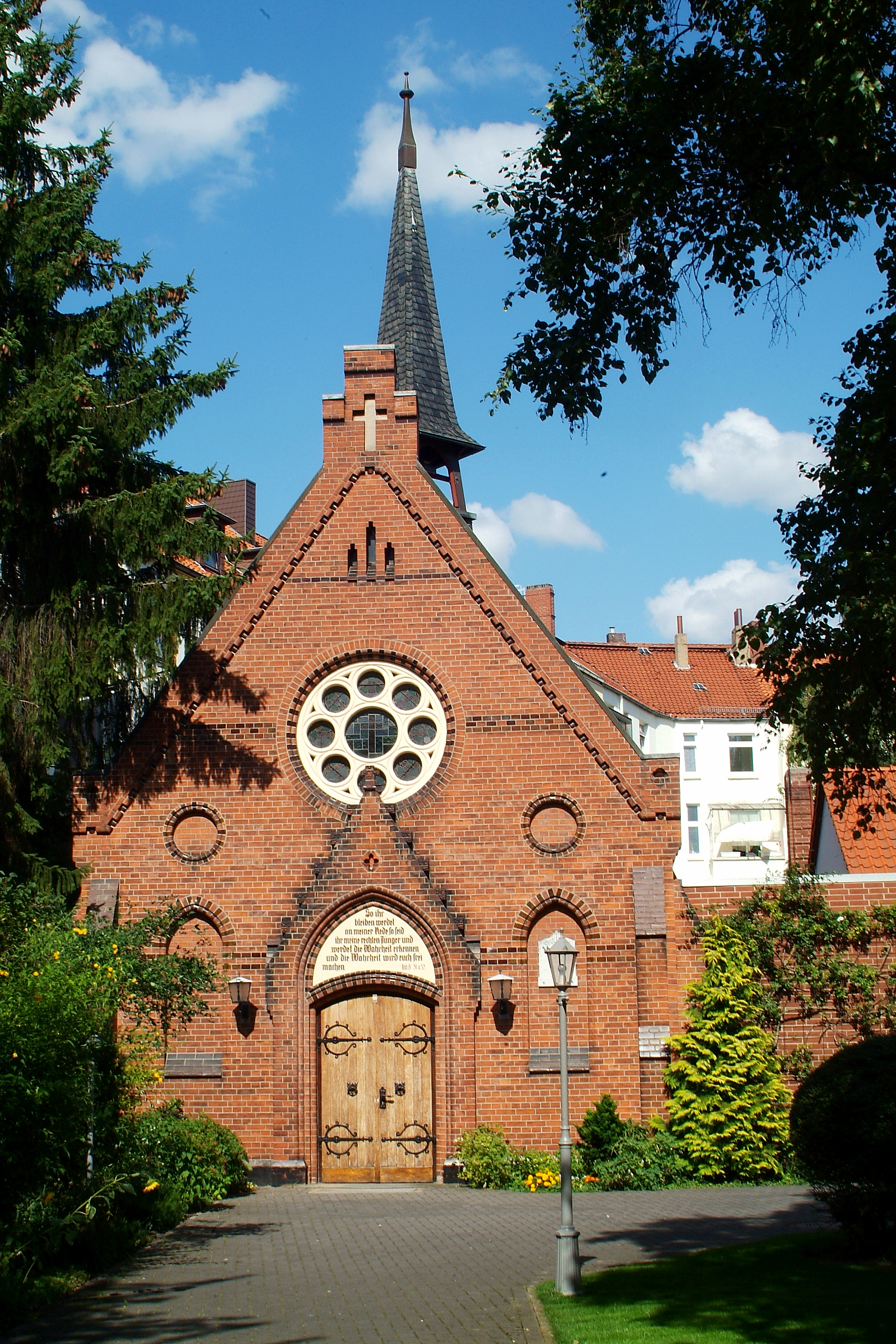
Bethlehemkapelle

Die Bethlehemkapelle (auch Bethlehemskirche) in Hannover ist ein Ende des 19. Jahrhunderts entstandener, heute denkmalgeschützter Sakralbau in der hannoverschen Südstadt. Das 1887 errichtete Gebäude unter der Adresse Große Barlinge 35 ist von der Straßenflucht zurückgelegen. Die 1885 gegründete Gemeinde gehört zur Selbständigen Evangelisch-Lutherischen Kirche.

## Baubeschreibung
Die gotisierende Bethlehemkapelle ähnelt stilistisch der im selben Stadtteil gelegenen, nur wenige Jahre älteren Pauluskirche an der Meterstraße. Die kleine Kapelle zeigt sich als dreijochiger Backsteinbau und ist von abgestuften Strebepfeilern umstellt. Ein mittig auf das Satteldach stehender Dachreiter bekrönt das Bauwerk.
Der Zugang zum Kirchengebäude erfolgt über das Portal im Westgiebel, das durch einen etwas vorgelegten Wimperg sowie ein darüber liegendes Rundfenster mit Maßwerk betont wird.
Die Kapelle hat einen eingeschossigen Anbau mit einem Flachdach, dessen Außenseite aus Klinkern in derselben Farbe wie die Kapelle gestaltet ist. Dieser Bauteil wird von der Kirchengemeinde mitgenutzt.